# Liliowce (zwierzęta)
Liliowce (Crinoidea, z gr. krinon – lilia + eidos – kształt) – zwierzęta należące do typu szkarłupni.
Liliowce są zbudowane z łodygi, ramion i kielicha. W kielichu mieszczą się podstawowe narządy ciała. Pośrodku kielicha położony jest otwór gębowy, zaś odbyt znajduje się na szczycie rurki odbytowej, lub obok otworu gębowego. Z boku kielicha wyrasta pięć ramion, które mogą rozgałęziać się na większą ich liczbę. Na każdym z nich są nóżki ambulakralne, które wraz z ramionami tworzą sieć służącą do chwytania drobnych organizmów. Ramiona wzmacniane są płytkami branchialnymi.
Część liliowców posiada łodygę, przytwierdzającą je do podłoża. Łodyga składa się z okrągłych lub wielokątnych członów. Jest ona unerwiona i umięśniona, dzięki czemu może się poruszać. Większość współczesnych liliowców jest bezłodygowa. Dziś istnieje około 100 rodzajów liliowców, żyjących głównie w głębokich wodach.
Liliowce są wyłącznie zwierzętami morskimi i mogą występować w znacznym przedziale głębokości, od bardzo płytkomorskich środowisk (dzisiejsze wolnożyjące komatulidy) do głębokomorskich (dzisiejsze cyrtokrynidy, które znajdywane są nawet poniżej 1000 m). Formy bentoniczne posiadają różne sposoby przytwierdzania się do dna, np. izokrynidy wykorzystywały w tym celu długie i elastyczne cirri (boczne wyrostki łodyg), penetrujące w miękki osad, z kolei u większości cyrtokrynidów i millerikrynidów elementem przytwierdzającym je do twardego podłoża lub twardych obiektów, np. skorup jest dyskoidalne zakończenie łodygi tzw. holdfast.
Obecnie stanowią one pokarm niektórych ryb i w celu obrony przed atakiem drapieżników wykształciły szereg adaptacji obronnych, tj. prowadzenie nocnego trybu życia, zdolność wytwarzania substancji toksycznych, dużą zdolność regeneracji utraconych części ciała.

## Liczba gatunków

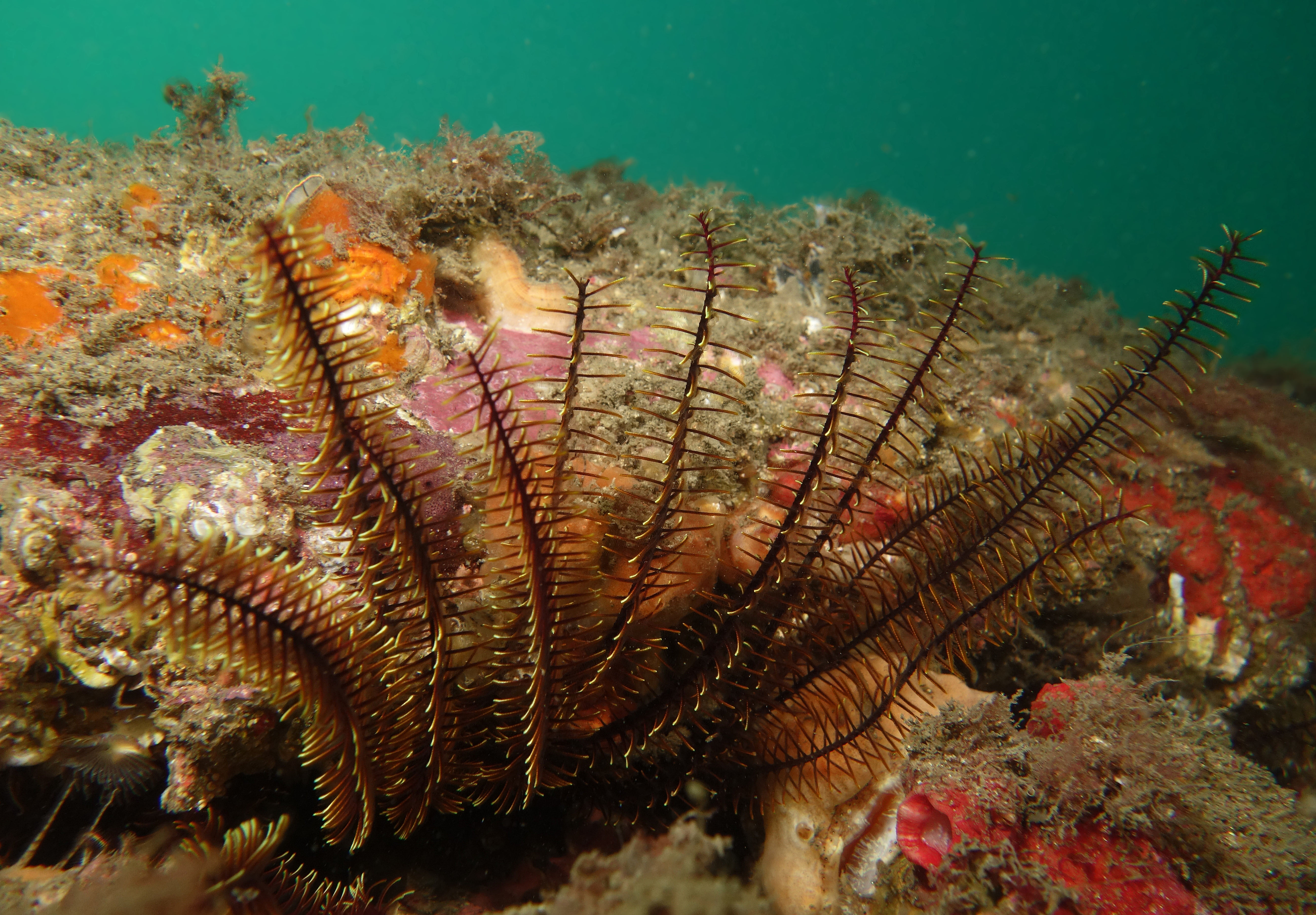
Cenolia trichoptera

Liliowce liczą 5600 gatunków, w tym 5000 wymarłych.

## Historia ewolucji liliowców

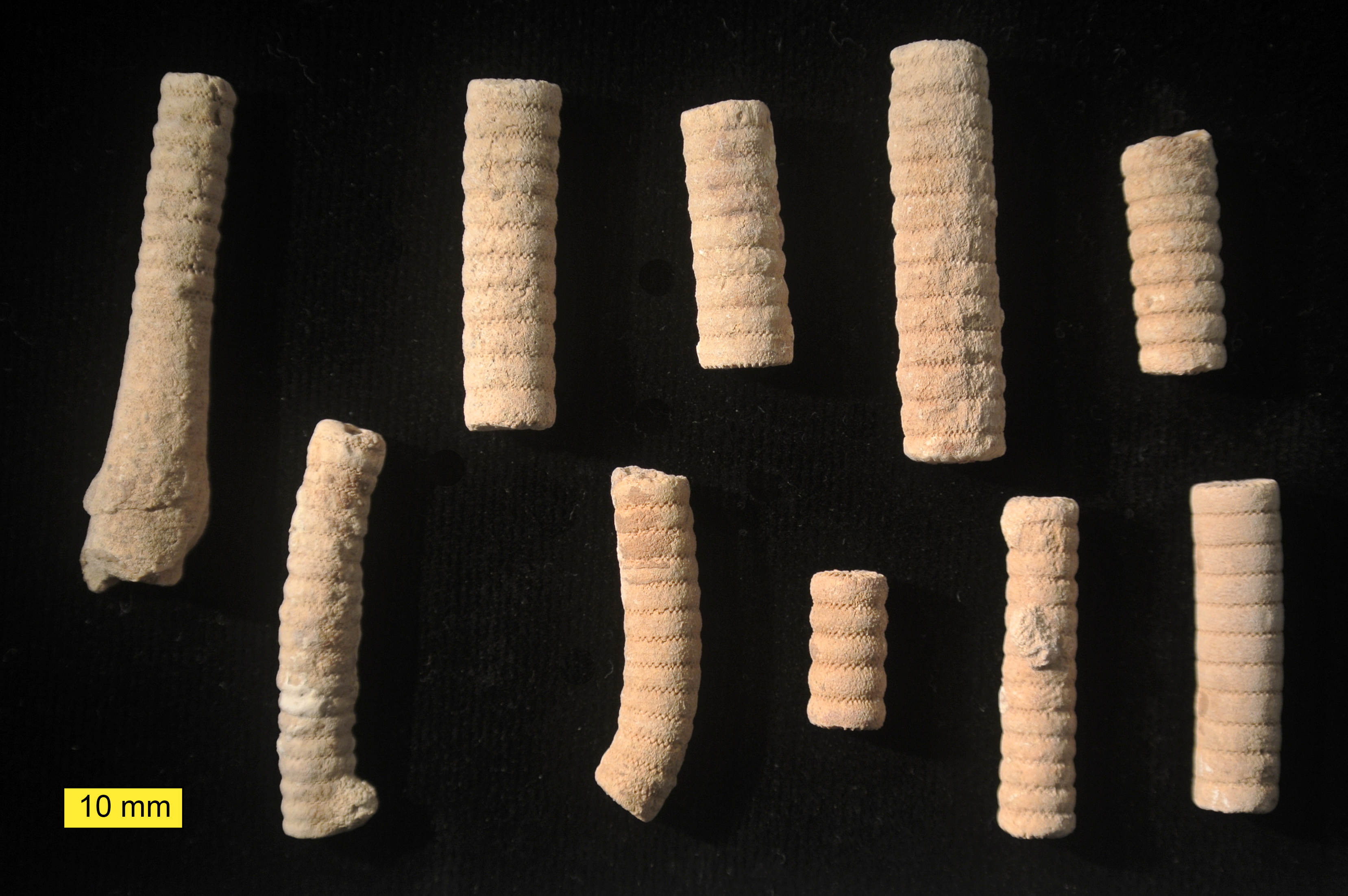

### Pod względem taksonomicznym
Pojawiły się w ordowiku, istnieją do dziś. Od dewonu do karbonu liliowce przechodziły okres świetności. Tworzyły masowe nagromadzenia tzw. łąki liliowcowe w ówczesnych płytkich morzach. Szkielet liliowców rozpadał się po śmierci i dlatego najczęściej znajdowane są ich rozłączone płytki i człony łodyg, nie zaś całe szkielety, które należą do rzadkości.
Masowe nagromadzenia fragmentów liliowców z łąk liliowcowych utworzyły wapienie krynoidowe. W katastrofalnym wymieraniu permskim zginęły wszystkie paleozoiczne podgromady liliowców, z nielicznych przetrwałych osobników o nieznanym statusie systematycznym powstała we wczesnym triasie jedyna współczesna podgromada – Articulata. W późnym triasie pojawiły się taksony liliowców, u których łodyga uległa redukcji, a zwierzęta te przeszły do swobodnego trybu życia, wiele z nich jako nekton lub plankton.
Większość kopalnych liliowców miała wielkość kilkudziesięciu centymetrów, ale największe liliowce (jurajskie) dochodziły do 19 metrów. W jednym z jurajskich łupków z Holzmaden znaleziono aż pięćdziesiąt kompletnych liliowców. Wszystkie miały długość ponad 10 metrów i przytwierdzone były do niegdyś dryfującego pnia drzewa.

### Pod względem ekologicznym
W paleozoiku i wczesnym mezozoiku jednym z częstych typów ekosystemów morskich były łąki liliowcowe (crinoidetum). W późnym mezozoiku łąki liliowcowe stały się rzadkie, czego powodem było zwiększenie się intensywności drapieżnictwa (zdaniem Przemysława Gorzelaka, główną rolę odegrało tu drapieżnictwo przez jeżowce).

## Podgromady
- Articulata: od triasu do dziś
- Flexibilia (wymarła): ordowik – perm
- Camerata (wymarła): ordowik – perm
- Inadunata : ordowik – perm

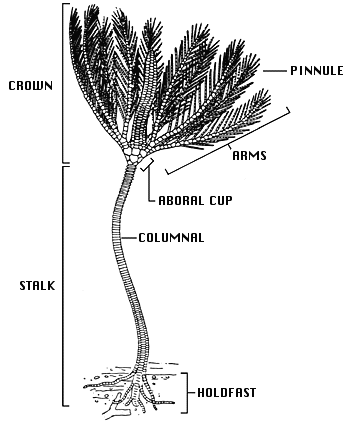
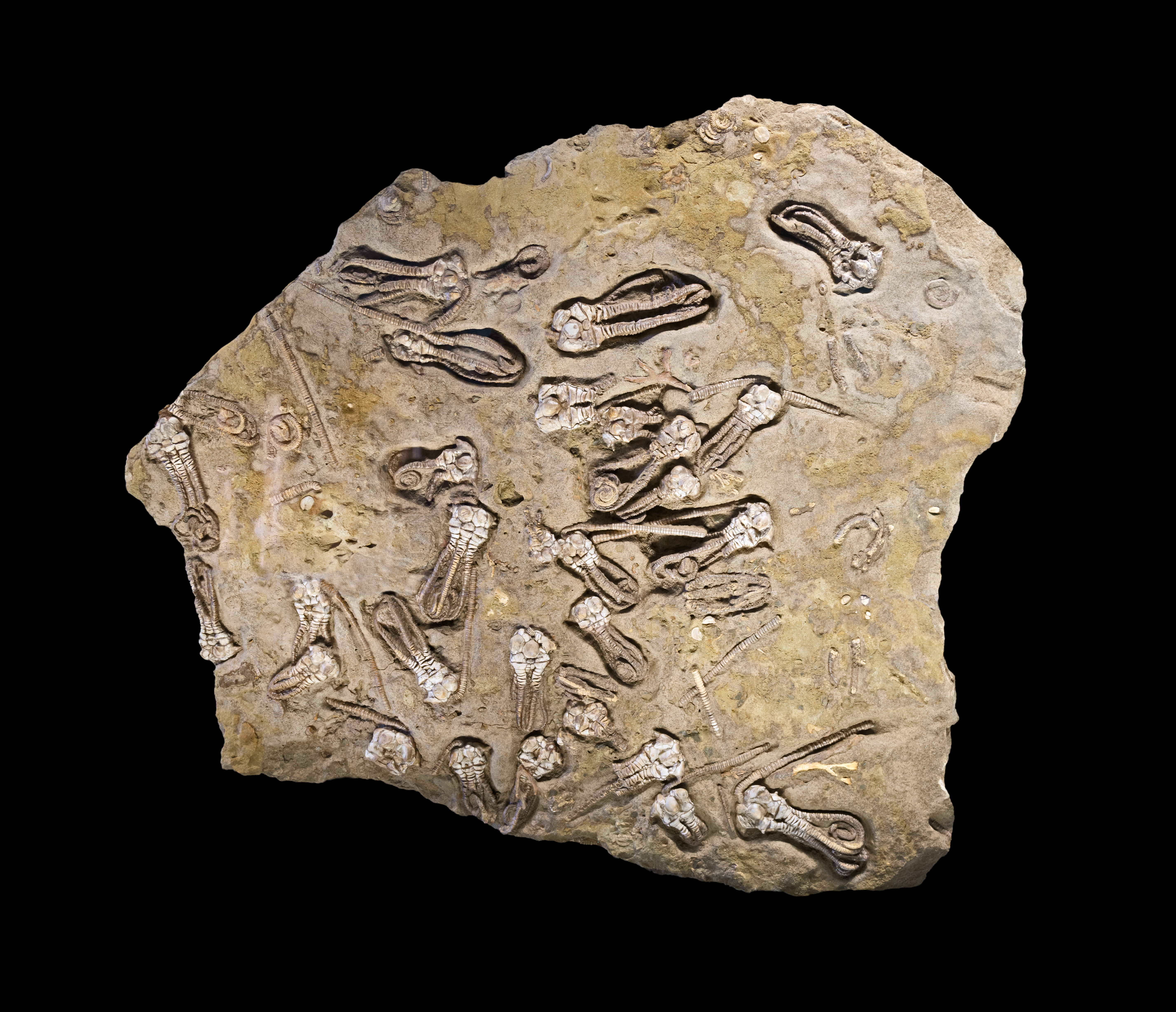
Jimbacrinus bostocki
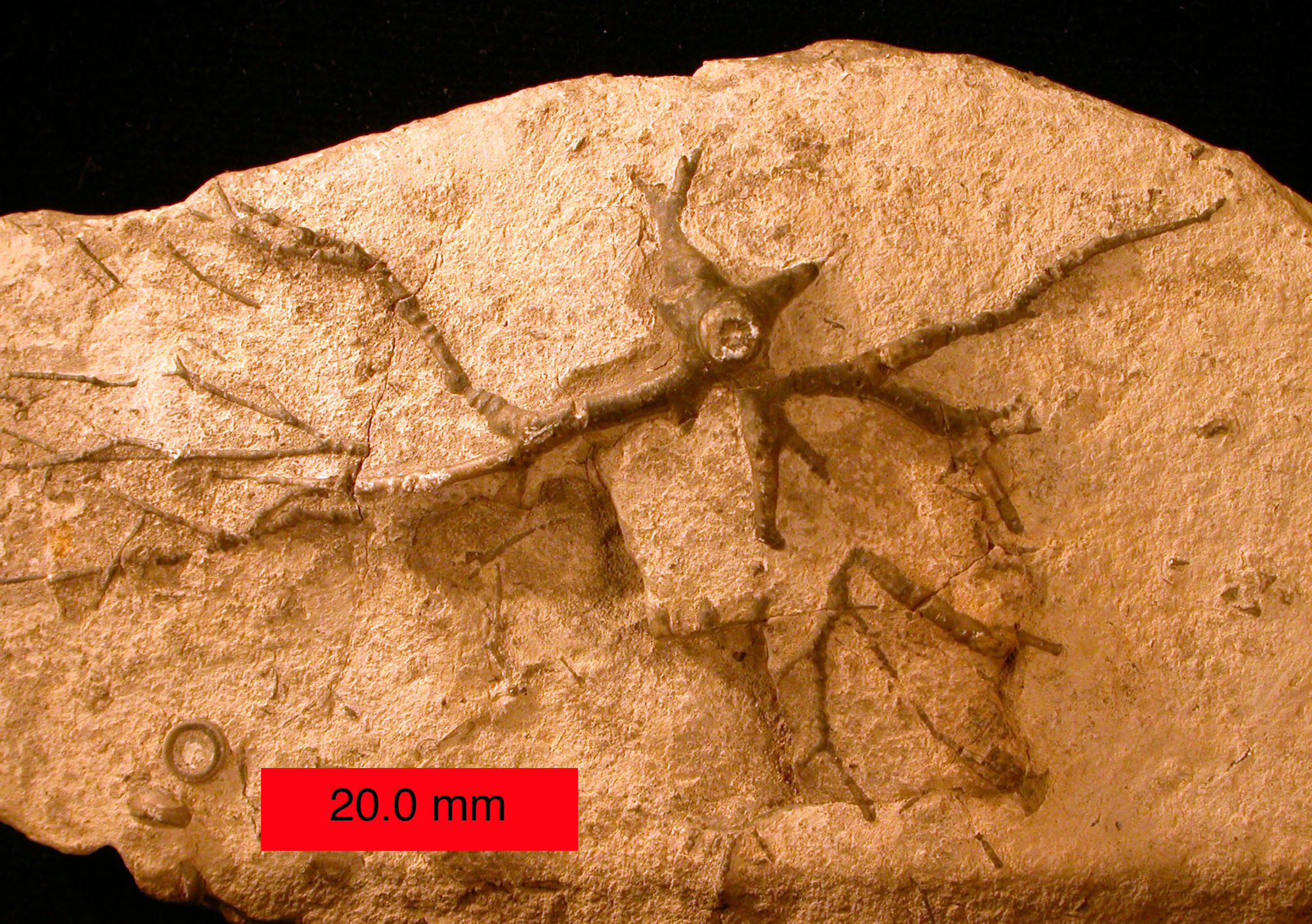
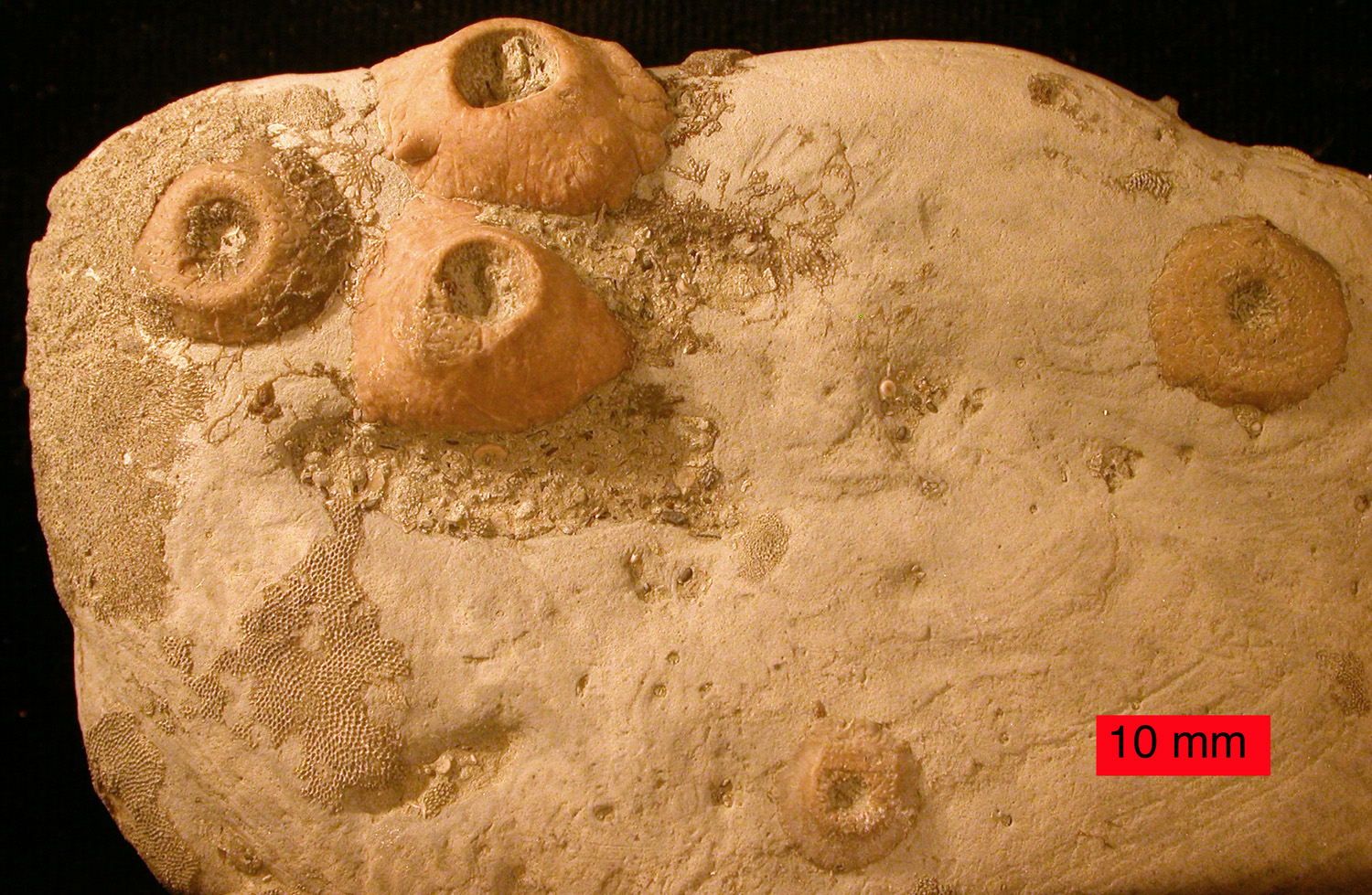
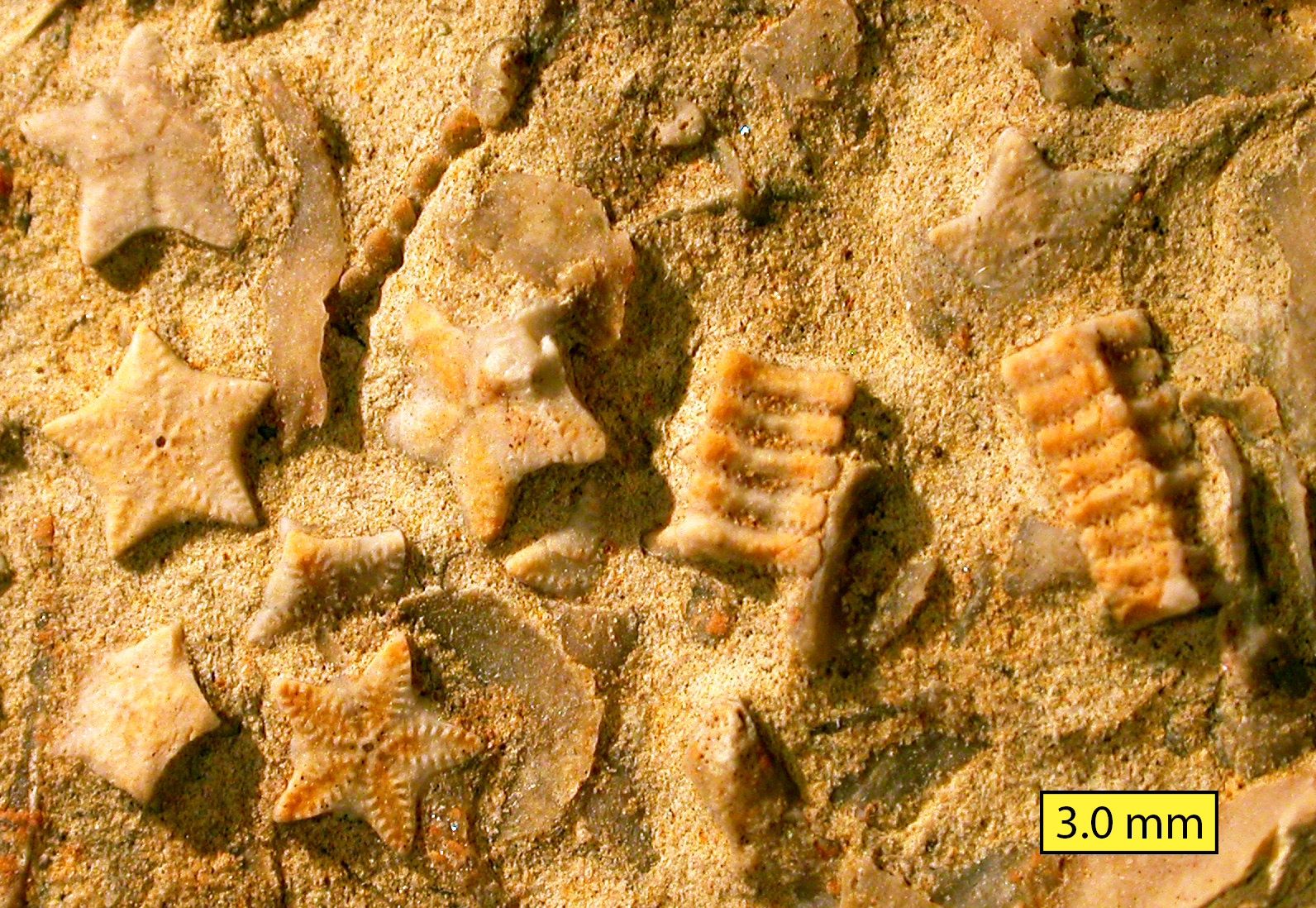